# Grote plompe lori
De grote plompe lori (Nycticebus coucang) is een zoogdier uit de familie van de loriachtigen (Lorisidae). De wetenschappelijke naam van de soort werd gepubliceerd door Pieter Boddaert in 1785.

## Algemeen
Een volwassen grote plompe lori is tussen de 30 en 38 cm groot en weegt zo'n 1,5 tot 2 kg. De grote plompe lori heeft grote, naar voren gerichte ogen en kleine oren verborgen in de vacht. De staart is een klein stompje. Op de rugzijde is de dichte vacht bruin, op de onderzijde wit. De kop is wit, met contrasterende, donkere oren en oogringen.
De grote plompe lori wordt in gevangenschap maximaal 26 jaar oud. In de natuur is het niet bekend hoe oud grote plompe lori’s worden.

## Voedsel
Het voedsel van dit nachtactieve dier bestaat voornamelijk uit insecten, vogeleieren en jonge vogels. Daarnaast eet de grote plompe lori ook wel fruit en ander plantaardig voedsel. Ze leven solitair, in paren of in groepen. Andere mannetjes, die zich in zijn territorium wagen, worden zonder pardon verjaagd. Dit territorium wordt met urine gemarkeerd.

## Voortplanting
De draagtijd van de grote plompe lori is zo'n 190 dagen. Gewoonlijk krijgen grote plompe lori's één jong, soms twee. Bij de geboorte, meestal in de periode dat de vegetatie op zijn dikst is, is het jong zo'n 60 gram. Na één  tot anderhalf jaar krijgen ze meestal weer een jong.

## Giftig
Alle Nycticebus-soorten produceren een gif in de klieren aan de binnenkant van hun ellebogen. Dit gif kan hij bewust vermengen met zijn speeksel. Een beet van een lori kan erg gevaarlijk zijn en is dodelijk voor een volwassen mens. De lori is een van de weinige zoogdieren die zelf gifklieren heeft.

## Verspreiding en leefgebied

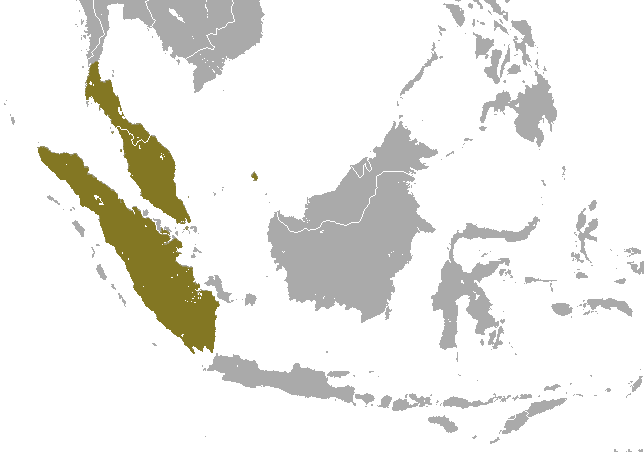
Verspreidingsgebied van de grote plompe lori.

Deze soort komt voor op Sumatra en in West-Maleisië. 